# Grauwe Steen
De Grauwe Steen is een zwerfsteen die al in de Middeleeuwen gebruikt werd als grenssteen op het vijfdorpenpunt waar de vroegere gemeenten Heusden, Zolder, Koersel, Houthalen en Helchteren samen kwamen. 

De steen is een blok van ongeveer anderhalve meter hoog en enkele tonnen zwaar dat ongeveer een half miljoen jaren geleden door een voorloper van de huidige Maas werd aangevoerd uit het zuiden. 

De steen staat op de rand van het militair domein, ten noorden van de terril van Zolder, ten zuidoosten van Koersels Kapelleke. Zowel op het grondgebied van Heusden-Zolder als op het grondgebied van Koersel-Beringen voert er een ‘Weg naar de Grauwe Steen’ naartoe.

## Geschiedenis
De oudste bekende vermelding van de Grauwe Steen als markering van de gemeentegrenzen is uit 1386. Van de vijftiende tot de negentiende eeuw komt de Grauwe Steen regelmatig voor in vonnissen naar aanleiding van grensbetwistingen, waarbij inwoners van aangrenzende gemeenten aangeklaagd werden voor het hoeden en drenken van vee, kappen van heidestrooisel of steken van turf over de grens.

Eeuwenlang vormde de zware steen een duidelijke, onverplaatsbare afbakening. Tot in 2014 de Grauwe Steen (tijdelijk) verdwenen was. Onbekend met de historische betekenis van de steen, nam een militair met de nodige takel- en transportvoorzieningen het grote blok als versiering mee naar huis. Nadat de verdwijning de pers gehaald had, werd de Grauwe Steen teruggevonden en weer op zijn oorspronkelijke plaats gezet.

## Geologisch
De Grauwe Steen is een pyrietkwartsiet bestaande uit kwartsiet en pyrietkristallen met dunne witte kwartsaders. Aan het oppervlak van de steen zijn kleine vierkante putjes waar de pyrietkristallen weggeroest zijn. De donkergrijze pyrietkwartsiet, ook Reviniaankwartsiet (of Revinienkwartsiet) genoemd, is een typisch Maasgesteente genoemd naar de plaats Revin in de Franse Ardennen. De stenen van de 'Formatie van Revin' zijn gevormd in het Cambrium en zijn iets meer dan 500 miljoen jaar oud. De zichtbare witte kwartsaders zijn rekspleten die door zuiverder kwartskristallen werden opgevuld. Zij zijn een indicatie van een relatief hoge (geologische) ouderdom van het gesteente. 

De steen is waarschijnlijk afkomstig uit het Massief van Rocroi waar sommige van de oudste gesteenten van België dagzomen.
Het grote kwartsietblok is een zogenaamde 'ijsschotszwerfsteen' door de voorloper van de huidige Maas aangevoerd van de regio aan Belgisch-Franse grens naar de Lage Kempen. Na een van de laatste ijstijden (vermoedelijk het Cromeriaan, 700.000 à 500.000 jaar geleden) kan de steen in een warmere dooiperiode, ingekapseld in ontdooiende ijsschotsen, meegevoerd zijn met smeltwater tot de plaats waar hij nog steeds staat.

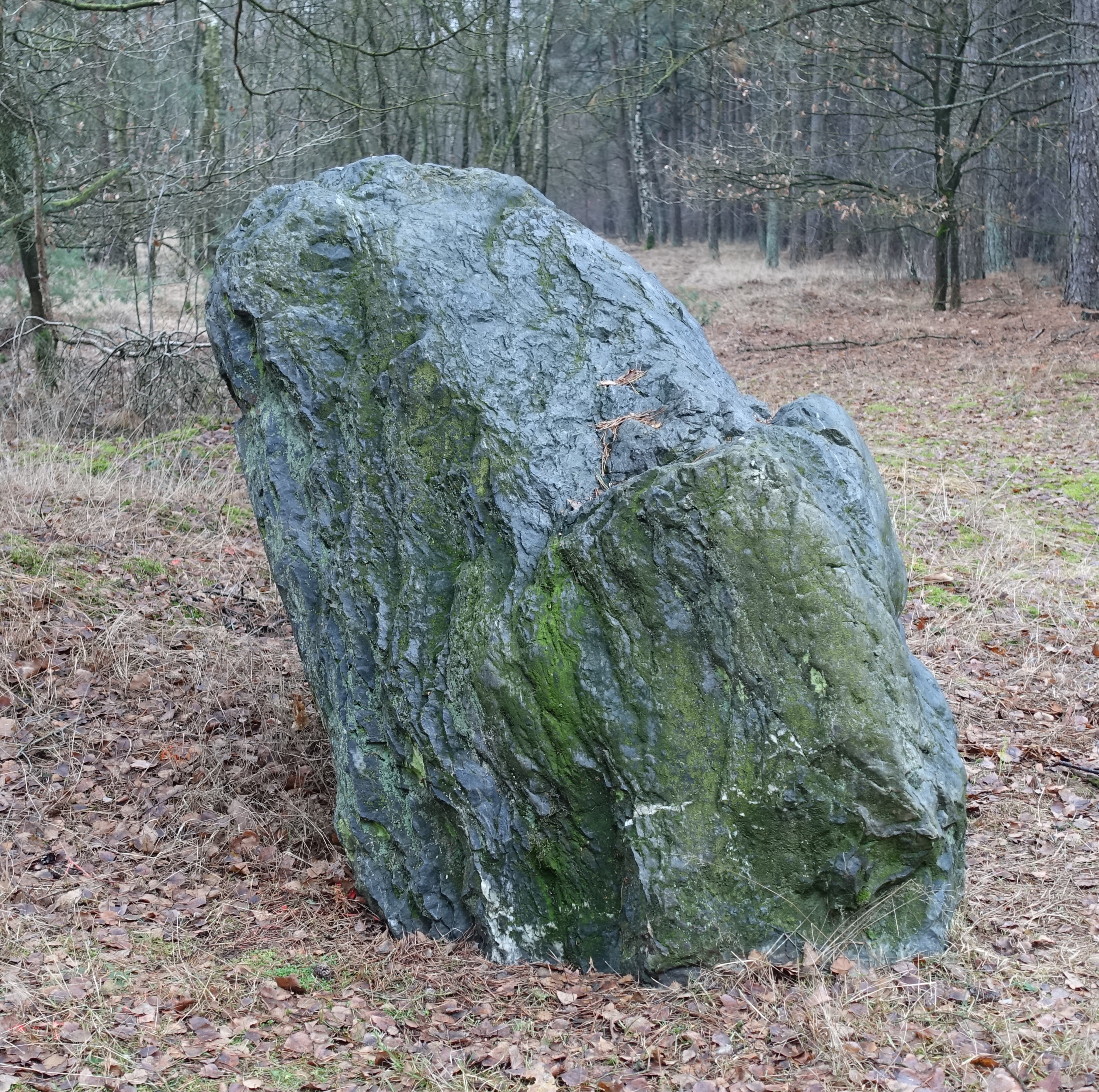
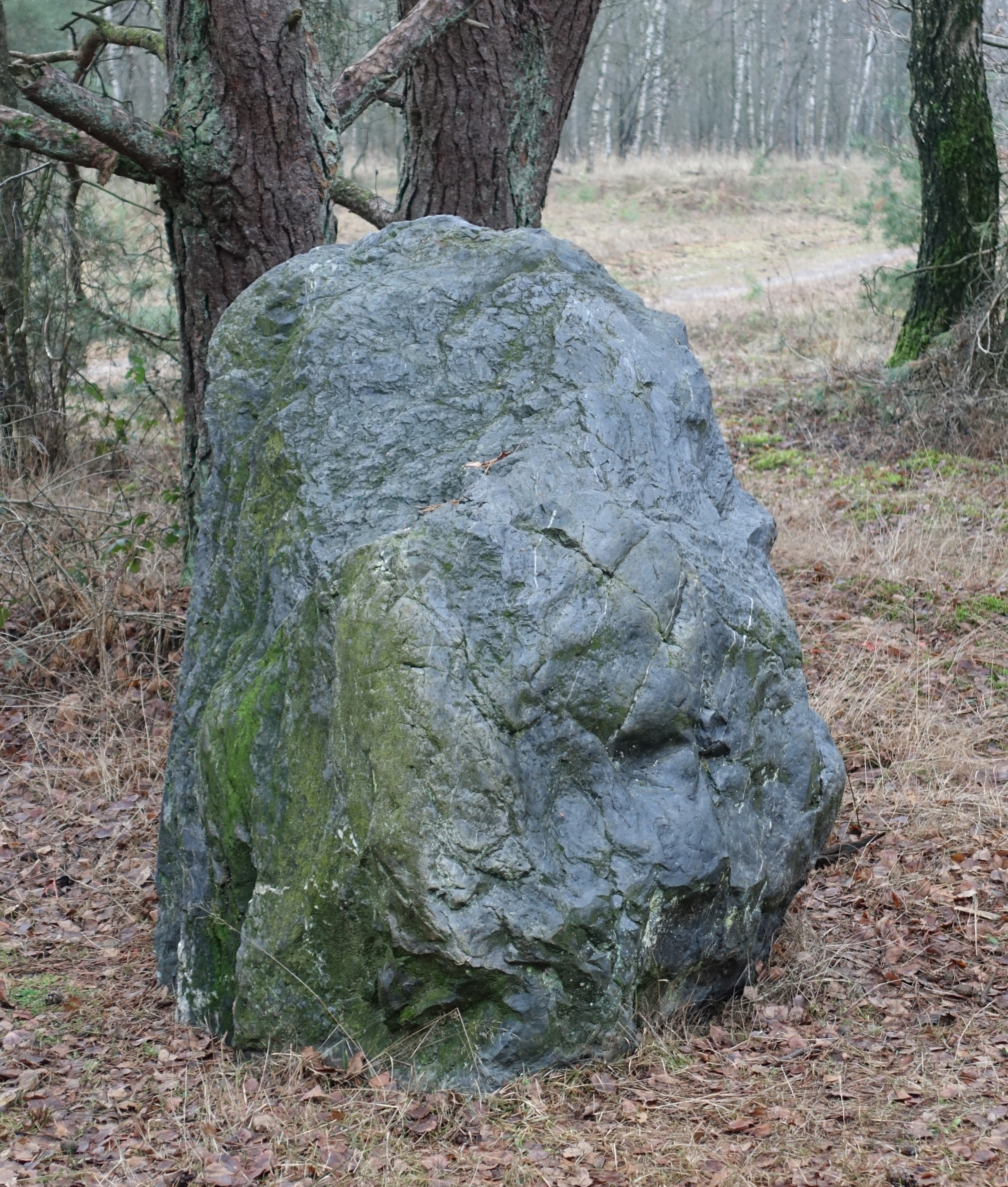